# Långmyrtjärnen (Revsunds socken, Jämtland)
Långmyrtjärnen är en sjö i Bräcke kommun i Jämtland och ingår i Ljungans huvudavrinningsområde.